# Appiano Buonafede

Delle conquiste celebri, 1763 (Milano, Fondazione Mansutti)

Appiano Buonafede (* 4. Januar 1716 in Comacchio; † 17. Dezember 1793 in Rom) war ein italienischer Philosoph, Theologe und Schriftsteller. Als Pseudonyme benutzte er den Namen Agatotopisto Cromaziono und das Anagramm Appiò Anneo Faba.

## Leben
Appiano Buonafede war einer der herausragendsten und originellsten italienischen Geistesgelehrten seiner Epoche. Er gilt als einer der wichtigsten Spätaufklärer der Mönchsorden Italiens.
Buonafede stammte aus einer eingesessenen Familie Comacchios, der Familie Buonafede di Comacchio. Seine Begabung wurde bereits früh deutlich, als er sich bereits als 14-Jähriger schriftstellerisch hervortat. 1734 trat er in den Mönchsorden der Cölestiner ein. In Bologna studierte er Theologie und Philosophie. Nachdem er seine Studien in Rom beendet hatte, wurde er schon mit 24 Jahren Dozent für Theologie an der Universität Neapel. Durch öffentliche Reden und Abhandlungen über geistliche und weltliche Themen legte er hier den Grundstein für seinen späteren außerordentlichen Ruhm. Seine 60 Elogi poetici e critici di Nomini saggi mussten binnen kürzester Zeit achtmal aufgelegt werden. Unmittelbar nach dem Tod des Cölestiners Galiani erhielt er von seinem Orden den Auftrag, dessen Biographie zu verfassen. Bekannt wurde er durch seine Lebensbeschreibungen berühmter Italiener.
Ab 1752 bekleidete er verschiedene Verwaltungsposten seines Ordens. 1754 wurde er Mitglied der in Rom ansässigen Akademie Arkadia. Er war nacheinander Abt in Bergamo, in Rimini und in Bologna, General-Provveditore des gesamten Ordens in Rom und im Zeitraum 1770–1780 dann auch noch Generalabt des gesamten Ordens in Murone in Apulien. Als er zum Ersten Sekretär seines Ordens und zum Abt des Klosters in Apulien ernannt worden war, musste er vorübergehend den Wissenschaften den Rücken kehren, weil er nun gezwungen war, sich nicht nur mit Verwaltungsaufgaben zu befassen, sondern zusätzlich auch noch mit praktischen und theoretischen Fragen der Landwirtschaft. Seine Verwaltungsaufgaben verlangten häufige Reisen nach Rom und zu den verschiedenen Klöstern seines Ordens.
Er verfasste die Komödie Filosofi fanciulli, in dem er die Philosophen als Kinder durchhechelt. Diese Satire verwickelte ihn 1764 in literarische Streitigkeiten mit anderen Schriftstellern, wie z. B. mit Giuseppe Baretti. Dies hielt ihn jedoch nicht davon ab, ein weiteres satirisches Werk zu verfassen, mit dem Tiel Ritratti poetici, storici e critici di varj moderni uomini di lettere, worin er nach dem Vorbild Lukians die gesamte Zunft der Philosophen verspottet. 1761 verfasste er auch eine soziologische Studie des Selbstmords vom kritisch-philosophischen Standpunkt. Von der Akademie Arkadia hatte er den griechischen Namen Agatopisto Cromaziono erhalten, unter dem er auch die meisten seiner Schriften publizierte.
Zuletzt resignierte er krankheitshalber und zog sich in das römische Kloster San Eusebio zurück. Durch eine päpstliche Verfügung wurde er zu dessen Abt auf Lebenszeit ernannt. Nach seinem Tod trat in der Akademie Arkadia sein Neffe, der Hafenkommandant und Dichter Antonio Buonafede, seine Nachfolge unter dem Namen Agatopisto Cromazione Giuniore (Agatopisto Cromaziono junior) an; dieser verfasste über seinen Onkel eine Kurzbiografie, die im Literarischen Anzeiger von 1796, Heft 34, veröffentlicht wurde.
Appiano Buonafedes Werk über die Geschichte der revolutionären Umwälzungen in der Philosophie wurde von dem Philosophen Karl Heinrich Heydenreich ins Deutsche übersetzt.

## Werke (Auswahl)
- Ritratti poetici, storici, e critici di varj moderni uomini di lettere (Sonette mit Anmerkungen), Neapel 1745.
  - Band 1,  Neuauflage, Neapel 1889,            371 Seiten.
- Saggio di Commedie filosofiche - Con ampie Annotazioni, Faenza 1754, 235 Seiten.
- Il bue pedagogo: novelle menippee di Luciano da Firenzuola, contra una certa Frustra pseydoepigrafa di Aristarco Scannabue (Schrift gegen Baretti); Lucca 1764, 218 Seiten.
- Kritische Geschichte der Revolutionen der Philosophie in den drei letzten Jahrhunderten, aus dem Italienischen übersetzt von Karl Heinrich Heydenreich, Leipzig 1791
  - 1. Teil, 320 Seiten
  - 2. Teil, 234 Seiten
- Della istoria e della indole di ogni filosofia e della restaurazione di ogni filosofia  nei secoli XVI, XVII e XVIII, Lucca 1766–1771, 5 Bände, Venedig 1782–83, 6 Bände, und Mailand 1837, Rezension der Neuauflage.
  - 1. Band, Mailand 1837,  520 Seiten
- Istoria critica e filosofica del suicidio, Neapel 1788, 204 Seiten.
- Vincenzo Gravina, Giuseppe Baretti, Appiano Buonafede, Francesco Algarotti und Giulio Perticari: Scrittori critici e filologi, Biblioteca Enciclopedica italiana, Band XIII, Mailand 1831, 640 Seiten.